# یلوه سینه‌سرخ
یلوه سینه‌سرخ (نام علمی: Porzana fusca) نام یک گونه از تیره یلوگان است.